# Абу Зарр аль-Гифари
Абу За́рр Джу́ндуб ибн Джана́да аль-Гифа́ри (араб. أبو ذر جندب بن جنادة الغفاري‎; ум. 652, ар-Рабада) — сподвижник пророка Мухаммеда. Один из первых принявших ислам и первый мусульманин среди бедуинов.

## Биография
Происходил из племени гифар, проживавшего неподалёку от Мекки, в долине Ваддан. Гифарцы занимались разбоем на дорогах и брали дань с проходящих через эти места караванов курайшитов. Абу Зарр аль-Гифари отрёкся от язычества ещё до начала проповедей пророка Мухаммада. Некоторое время он был последователем авраамического единобожия — ханифом, но, услышав о пророчестве Мухаммеда, приехал в Мекку и после разговора с Али ибн Абу Талибом принял ислам.
Приняв ислам, Абу Зарр вернулся к своему племени, и стал проповедовать среди своих соплеменников новую религию. После этого, многие из гифарцев приняли ислам, а остальные приняли веру после переселения мусульман из Мекки в Медину (хиджры). При взятии мусульманами Мекки и в битве при Хунайне, он был знаменосцем своего племени.
После смерти пророка Мухаммада Абу Зарр аль-Гифари переехал из Медины в Сирию и жил там, в период правления Праведных халифов Абу Бакра и Умара. Участвовал в завоевании Египта (641 г.) вместе с Амром ибн аль-Асом. После завоевания Египта он некоторое время оставался там. Участвовал в завоевании Анатолии (643—644 гг.). Придавал большое значение духовной практике, вёл набожную и аскетическую жизнь. В период правления Усмана, он переехал в деревню ар-Рабаду, где до своей смерти жил в уединении от мирской жизни.
Абу Зарр аль-Гифари является передатчиком (рави) 281 хадиса.
Иранский учёный Али Шариати, вслед за арабским автором Ахмадом Ридой, считал Абу Зарра первым представителем исламского социализма.